# Boudewijn Binkhorst
Hans Boudewijn Binkhorst (Oegstgeest, 17 de septiembre de 1942-Breskens, 16 de julio de 2021) fue un deportista neerlandés que compitió en vela en la clase Finn. Ganó una medalla de plata en el Campeonato Mundial de Finn de 1975 y una medalla de oro en el Campeonato Europeo de Finn de 1971.

## Palmarés internacional
| Campeonato Mundial | Campeonato Mundial | Campeonato Mundial | Campeonato Mundial |
| Año                | Lugar              | Medalla            | Clase              |
| ------------------ | ------------------ | ------------------ | ------------------ |
| 1975               | Malmö (Suecia)     | Medalla de plata   | Finn               |
| Campeonato Europeo |                    |                    |                    |
| Año                | Lugar              | Medalla            | Clase              |
| 1971               | Atenas (Grecia)    | Medalla de oro     | Finn               |